# Special Olympics World Summer Games 1979
Die 5. Special Olympics World Summer Games fanden vom 8. bis 13. August 1979 in Brockport College, New York, USA statt.

## Bezeichnung
Die offizielle Bezeichnung lautete damals International Games, ab 1991 wurde von Special Olympics World Summer Games und Special Olympics World Winter Games gesprochen.

## Austragungsorte und Sportarten

Eunice-Kennedy-Shriver-Stadium, erbaut für die Special Olympics World Summer Games 1979

Für die Spiele wurde in Brockport das Special-Olympics-Stadium gebaut, das 2010 zu Ehren der Gründerin von Special Olympics in Eunice-Kennedy-Shriver-Stadium umbenannt wurde.
Unter den angebotenen Sportarten waren
- Hockey
- Frauen- und Männerfußball
- Leichtathletik
- Gymnastik
- Schwimmen (Special Olympics)
- Softball
- Bowling (Special Olympics)
- Basketball (Special Olympics)[3]

Erstmals war bei Special Olympics Weltspielen die Sportart Fußball im Programm.

## Teilnehmer
Die Zahl der Teilnehmer wird in den Quellen mit 3.500 angegeben, die Zahl der teilnehmenden Nationen mit 50.

## Programm

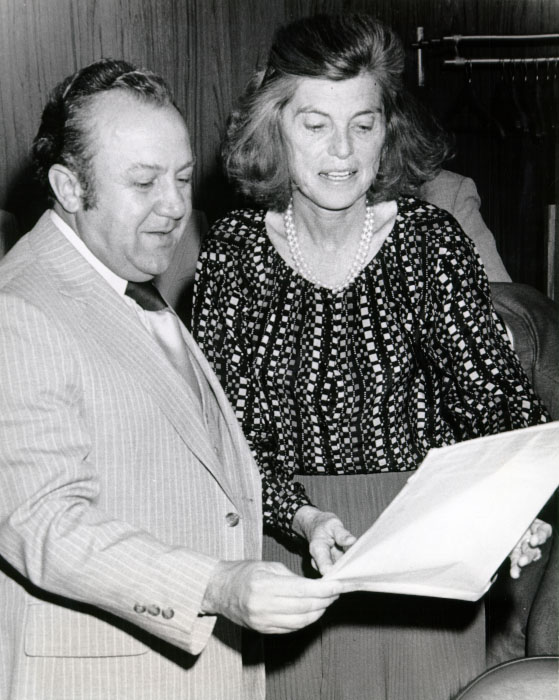
Eunice Kennedy-Schreiber, Gründerin von Special Olympics, mit dem russischen Künstler Surab Zereteli

### Eröffnungsfeier
Sportgrößen wie Hank Aaron, Pelé, Muhammad Ali, Bobby Orr, Phil Esposito, Ron Guidry, Dick Fosbury und John Naber zeigten durch ihre Anwesenheit ihre Unterstützung für die Spiele.
Das olympische Feuer wurde vom Athleten Steve Parlato aus Brockport im Kreise von Muhammad Ali, Rafer Johnson, John Naber und Dick Fosbury entzündet. Die Senatoren Ted Kennedy und Daniel Patrick Moynihan, der Gouverneur des Bundesstaates New York und Eunice Kennedy-Shriver, die Gründerin von Special Olympics, hielten Ansprachen. Die Familie Kennedy war mit Ethel Kennedy und vielen Kindern der Familien Kennedy und Shriver zahlreich vertreten, so etwa mit der 24-jährigen Maria Shriver und ihrem damaligen Mann Arnold Schwarzenegger.
Auch Persönlichkeiten aus der Unterhaltungs- und Medienbranche waren vertreten, so etwa Christopher Reeve, Art Buchwald, Sally Struthers, Dick Sargent, Phil Donahue und Marlo Thomas.

## Rezeption
Die Sowjetunion nahm zwar nicht mit einer Athletenmannschaft an den Spielen teil, sandte aber den bildenden Künstler Surab Zereteli. Dieser schuf in Zusammenarbeit mit der Joseph P. Kennedy Jr. Foundation für den Campus die Skulptur Joy and Happiness to All The Children of The World, die am Springbrunnen im Zentrum des Geländes steht. Joy and Happiness to All The Children of The World war die erste Statue Tseretelis. Als Geschenk an die Universität schuf er Light and Knowledge to the World, eine Prometheusstatue vor der Bibliothek.